# Lavtarski Vrh
Lavtarski Vrh este o localitate din comuna Kranj, Slovenia, cu o populație de 29 de locuitori.